# Seznam vrcholů v Krkonošském podhůří

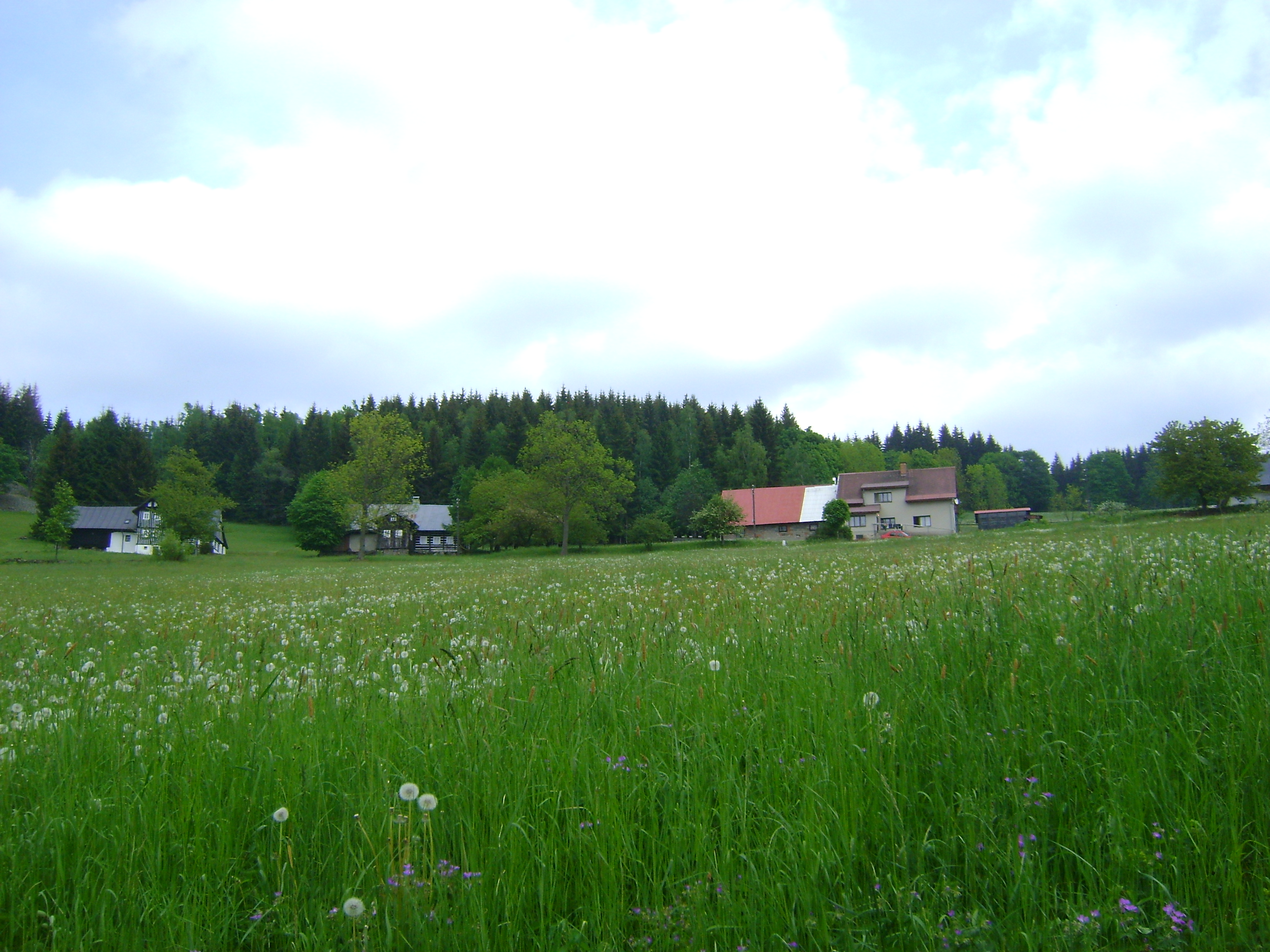
Hejlov (839 m)

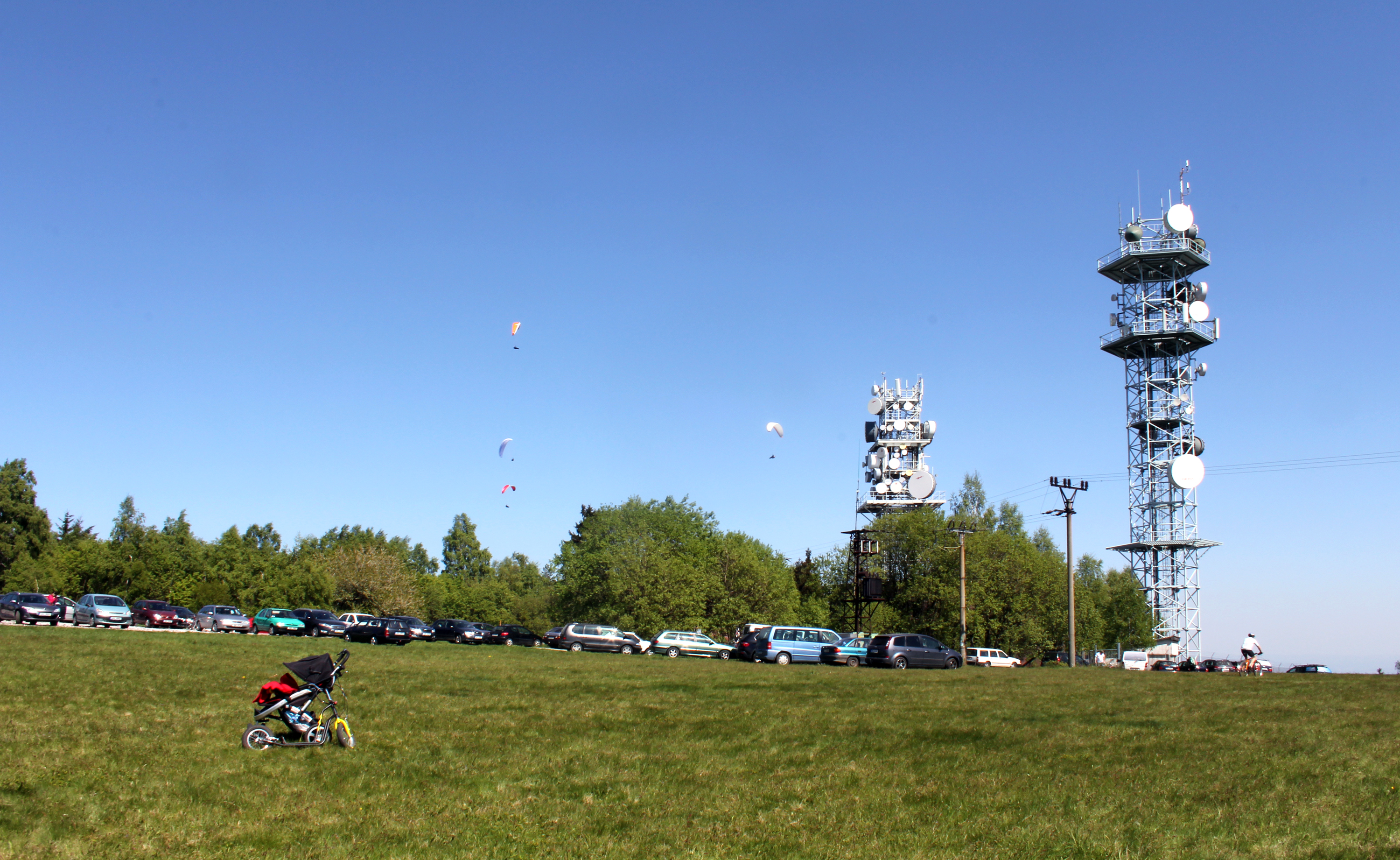
Zvičina (672 m)

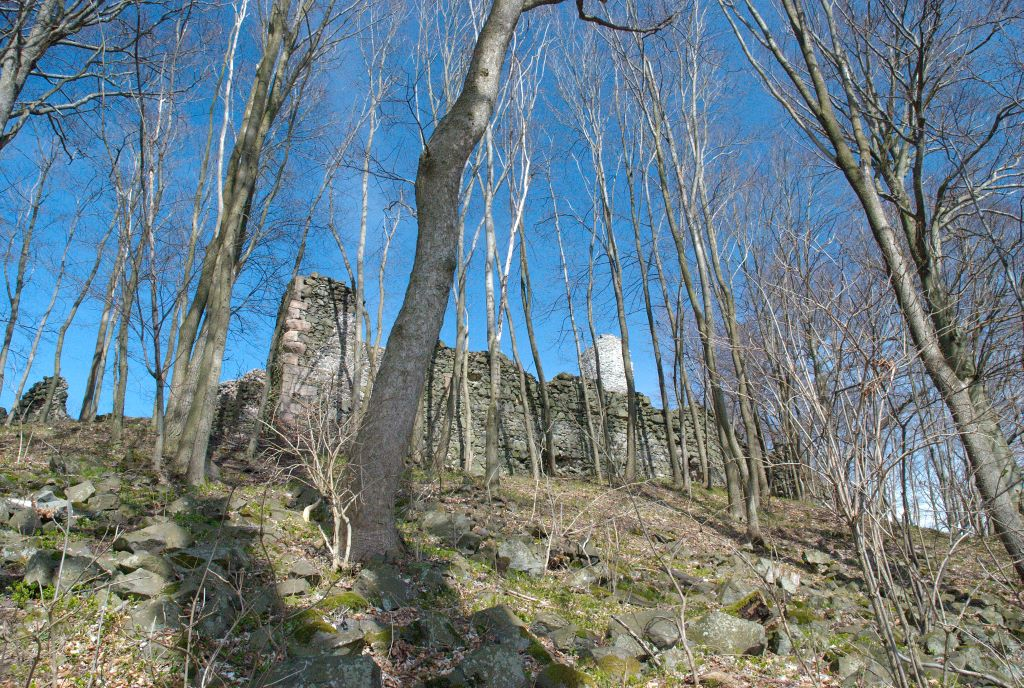
Kumburk (639 m)

Seznam vrcholů v Krkonošském podhůří obsahuje pojmenované podkrkonošské vrcholy s nadmořskou výškou nad 600 m nebo s prominencí nad 100 metrů. Seznam je založen na údajích dostupných na stránkách Mapy.cz a ze základních topografických map dostupných na Geoportálu Zeměměřického úřadu. Jako hranice pohoří byla uvažována hranice stejnojmenného geomorfologického celku.

## Seznam vrcholů podle výšky
Seznam vrcholů podle výšky obsahuje pojmenované vrcholy s výškou nad 600 m n. m. Všechny nejvyšší hory se nachází v okrsku Vysocká hornatina, včetně nejvyššího Hejlova (839 m n. m.).

| #   | Vrchol           | Výška m n. m. | Souřadnice                       | Okrsek                 | Přístup |
| --- | ---------------- | ------------- | -------------------------------- | ---------------------- | --- |
| 1.  | Hejlov           | 839           | 50°42′23″ s. š., 15°28′57″ v. d. | Vysocká hornatina      | neznačeno |
| 2.  | Fučíkův vršek    | 783           | 50°40′26″ s. š., 15°30′31″ v. d. | Vysocká hornatina      | neznačeno |
| 3.  | Stráž            | 782           | 50°43′09″ s. š., 15°26′52″ v. d. | Vysocká hornatina      | červená turistická značka |
| 4.  | Aldrov           | 776           | 50°40′43″ s. š., 15°31′13″ v. d. | Vysocká hornatina      | neznačeno |
| 5.  | Skalka           | 768           | 50°39′57″ s. š., 15°30′06″ v. d. | Vysocká hornatina      | neznačeno |
| 6.  | Poustka          | 745           | 50°39′30″ s. š., 15°32′28″ v. d. | Vysocká hornatina      | neznačeno |
| 7.  | Petruškovy vrchy | 720           | 50°41′44″ s. š., 15°23′08″ v. d. | Vysocká hornatina      | neznačeno |
| 8.  | Tomášovy vrchy   | 719           | 50°42′39″ s. š., 15°23′27″ v. d. | Vysocká hornatina      | neznačeno |
| 9.  | Chlum            | 696           | 50°40′00″ s. š., 15°25′17″ v. d. | Vysocká hornatina      | neznačeno |
| 10. | Šibeniční vrch   | 692           | 50°40′33″ s. š., 15°24′29″ v. d. | Vysocká hornatina      | neznačeno |
| 11. | Bradlo           | 690           | 50°43′29″ s. š., 15°20′51″ v. d. | Vysocká hornatina      | neznačeno |
| 12. | Na kamenci       | 688           | 50°41′36″ s. š., 15°24′58″ v. d. | Vysocká hornatina      | neznačeno |
| 13. | Praškova skála   | 686           | 50°42′41″ s. š., 15°24′24″ v. d. | Vysocká hornatina      | neznačeno |
| 14. | Homolka          | 685           | 50°38′41″ s. š., 15°31′28″ v. d. | Vysocká hornatina      | neznačeno |
| 15. | Homole           | 683           | 50°39′57″ s. š., 15°29′01″ v. d. | Vysocká hornatina      | neznačeno |
| 16. | Sýkoří           | 678           | 50°38′50″ s. š., 15°30′02″ v. d. | Vysocká hornatina      | neznačeno |
| 17. | Baba             | 673           | 50°36′48″ s. š., 15°54′34″ v. d. | Mladobucká vrchovina   | neznačeno |
| 18. | Zvičina          | 672           | 50°27′17″ s. š., 15°41′45″ v. d. | Zvičinský hřbet        | červená turistická značka · modrá turistická značka · zelená turistická značka · žlutá turistická značka · naučná turistická značka |
| 19. | Na letišti       | 659           | 50°41′01″ s. š., 15°25′38″ v. d. | Vysocká hornatina      | neznačeno |
| 20. | Baba             | 657           | 50°40′02″ s. š., 15°31′58″ v. d. | Vysocká hornatina      | neznačeno |
| 21. | Buč              | 652           | 50°40′13″ s. š., 15°22′14″ v. d. | Vysocká hornatina      | modrá turistická značka |
| 22. | Chlum            | 641           | 50°39′09″ s. š., 15°29′11″ v. d. | Vysocká hornatina      | neznačeno |
| 23. | Kumburk          | 639           | 50°29′36″ s. š., 15°26′45″ v. d. | Novopacká vrchovina    | červená turistická značka |
| 24. | Zámecký vrch     | 635           | 50°35′58″ s. š., 15°54′19″ v. d. | Mladobucká vrchovina   | červená turistická značka · naučná turistická značka                                                                                |
| 25. | Kozí kameny      | 632           | 50°34′06″ s. š., 15°58′56″ v. d. | Trutnovská pahorkatina | neznačeno |
| 26. | Stráž            | 630           | 50°33′44″ s. š., 15°33′25″ v. d. | Staropacká vrchovina   | neznačeno |
| 27. | Farský kopec     | 624           | 50°38′55″ s. š., 15°24′35″ v. d. | Vysocká hornatina      | neznačeno |
| 28. | Chmelnice        | 621           | 50°37′58″ s. š., 15°30′26″ v. d. | Vysocká hornatina      | neznačeno |
| 29. | Studený vrch     | 621           | 50°38′42″ s. š., 15°28′58″ v. d. | Vysocká hornatina      | neznačeno |
| 30. | Na Vrších        | 619           | 50°42′45″ s. š., 15°20′29″ v. d. | Vysocká hornatina      | neznačeno |
| 31. | Zuzánek          | 616           | 50°37′36″ s. š., 15°32′51″ v. d. | Vysocká hornatina      | neznačeno |
| 32. | Čertovka         | 615           | 50°38′17″ s. š., 15°26′06″ v. d. | Vysocká hornatina      | neznačeno |
| 33. | Liščí hora       | 612           | 50°28′35″ s. š., 15°55′07″ v. d. | Kocléřovský hřbet      | neznačeno |
| 34. | Skalka           | 611           | 50°38′21″ s. š., 15°22′45″ v. d. | Vysocká hornatina      | neznačeno |
| 35. | Strážník         | 611           | 50°36′28″ s. š., 15°26′19″ v. d. | Lomnická vrchovina     | neznačeno |
| 36. | Na vršku         | 609           | 50°41′33″ s. š., 15°27′25″ v. d. | Vysocká hornatina      | neznačeno |
| 37. | Kozinec          | 608           | 50°31′02″ s. š., 15°32′57″ v. d. | Staropacká vrchovina   | zelená turistická značka |
| 38. | Paloušův kopec   | 608           | 50°42′40″ s. š., 15°25′50″ v. d. | Vysocká hornatina      | neznačeno |
| 39. | Skaličky         | 603           | 50°40′40″ s. š., 15°13′23″ v. d. | Bozkovská vrchovina    | neznačeno |

## Seznam vrcholů podle prominence
Seznam vrcholů podle prominence obsahuje všechny hory a kopce s prominencí (relativní výškou) nad 100 metrů, bez ohledu na nadmořskou výšku. Takových je v Krkonošském podhůří 7. Nejprominentnějším vrcholem je Zvičina (194 metrů), nejvyšší Hejlov má prominenci jen 46 metrů.
| #  | Vrchol           | Výška m n. m. | Promi- nence | Izolace (km)          | Souřadnice                       | Přístup |
| -- | ---------------- | ------------- | ------------ | --------------------- | -------------------------------- | --- |
| 1. | Zvičina          | 672           | 194          | 18,5 → Janský hřbet   | 50°27′17″ s. š., 15°41′45″ v. d. | červená turistická značka · modrá turistická značka · zelená turistická značka · žlutá turistická značka · naučná turistická značka |
| 2. | Liščí hora       | 612           | 175          | 10,5 → Čížkovy kameny | 50°28′35″ s. š., 15°55′07″ v. d. | neznačeno |
| 3. | Stráž            | 630           | 152          | 07,6 → Sovinec        | 50°33′44″ s. š., 15°33′25″ v. d. | neznačeno |
| 4. | Kumburk          | 639           | 146          | 05,4 → Tábor          | 50°29′36″ s. š., 15°26′45″ v. d. | červená turistická značka |
| 5. | Strážník         | 611           | 137          | 03,6 → Čertovka       | 50°36′28″ s. š., 15°26′19″ v. d. | neznačeno |
| 6. | Kozinec          | 608           | 111          | 04,9 → Stráž          | 50°31′02″ s. š., 15°32′57″ v. d. | zelená turistická značka |
| 7. | Petruškovy vrchy | 720           | 106          | 02,5 → Bílá skála     | 50°41′44″ s. š., 15°23′08″ v. d. | neznačeno |